# Vitória de Gales
Vitória Alexandra Olga Maria (em inglês:  Victoria Alexandra Olga Mary; Londres, 6 de julho de 1868 - Coppins, 3 de dezembro de 1935) foi uma princesa britânica. Ela era a quarta filha, segunda menina, do rei Eduardo VII e de Alexandra da Dinamarca, sendo irmã do rei Jorge V e neta da rainha Vitória.

## Início de vida

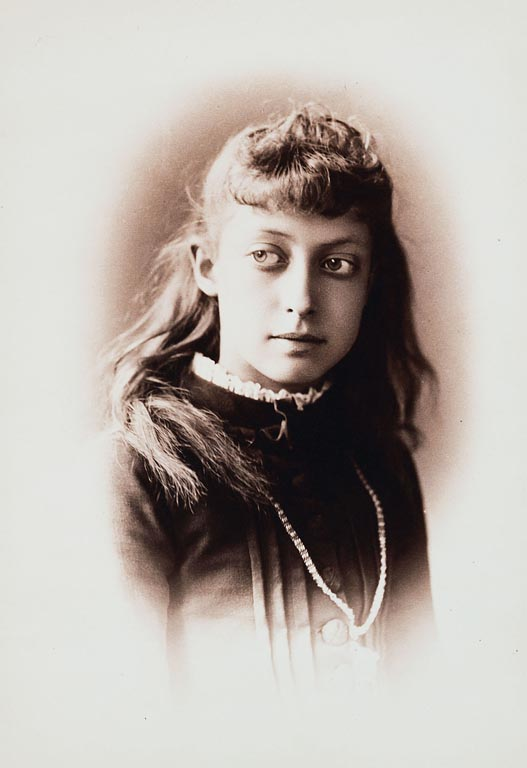
Vitória na infância em 1881

Nascida em 6 de julho de 1868, na Casa Marlborough, em Londres, Victoria Alexandra Olga Mary era filha do então Príncipe de Gales, futuro rei Eduardo VII do Reino Unido, filho da rainha Vitória do Reino Unido. Sua mãe Alexandra tinha nascido uma princesa dinamarquesa, filha do rei Cristiano IX da Dinamarca e irmã do rei Jorge I da Grécia e de Maria Feodorovna (nascida Dagmar da Dinamarca), czarina consorte do czar Alexandre III da Rússia, fazendo de Vitória membro de uma família cosmopolita. Conhecida familiarmente como "Toria", desde nascimento detinha o título e direito ao tratamento de "Sua Alteza Real, Princesa Vitória de Gales".
Vitória foi batizada na Casa Marlborough em 06 de agosto de 1868 por Archibald Campbell Tait, então Bispo de Londres. Ela teve onze padrinhos, dentre os quais estão: sua avó paterna, a rainha Vitória do Reino Unido, o czar Alexandre II da Rússia e seu filho o czarevich Alexandre Alexandrovich, o príncipe Artur, Duque de Connaught e Strathearn (seu tio paterno), o grão-duque Luís IV de Hesse e do Reno (seu tio por casamento via Alice), a rainha consorte Olga da Grécia e a princesa Maria Adelaide de Cambridge, Duquesa de Teck.

## Vida como princesa britânica
Educada em casa ao lado das irmãs, Vitória cresceu entre as residencias reais de Marlborough e Sandringham, supervisionada por tutores. Ela veraneava na Dinamarca, ao lado de sua família materna. Descrita como: uma garota animada e travessa que se tornou uma mulher atraente; inteligente, alta e elegante; ela tinha um grande senso de humor e era uma boa amiga de todos; ela tem grandes olhos azuis expressivos; não havia pretensão ou indício de arrogância nela, Vitória amava cavalgar, pedalar, ler, ouvir música e dançar. Fotografia era outra de suas paixões. Ela compilou inúmeros álbuns de fotografia; seu trabalho foi exibido nas exposições da Kodak. Vitória amava os animais e seus favoritos eram os cães; ela teve três cães: Sam, Mas e Punchi. Ademais, por seis anos, Vitória manteve um pombo como seu pet e viajava com ele em uma pequena gaiola.

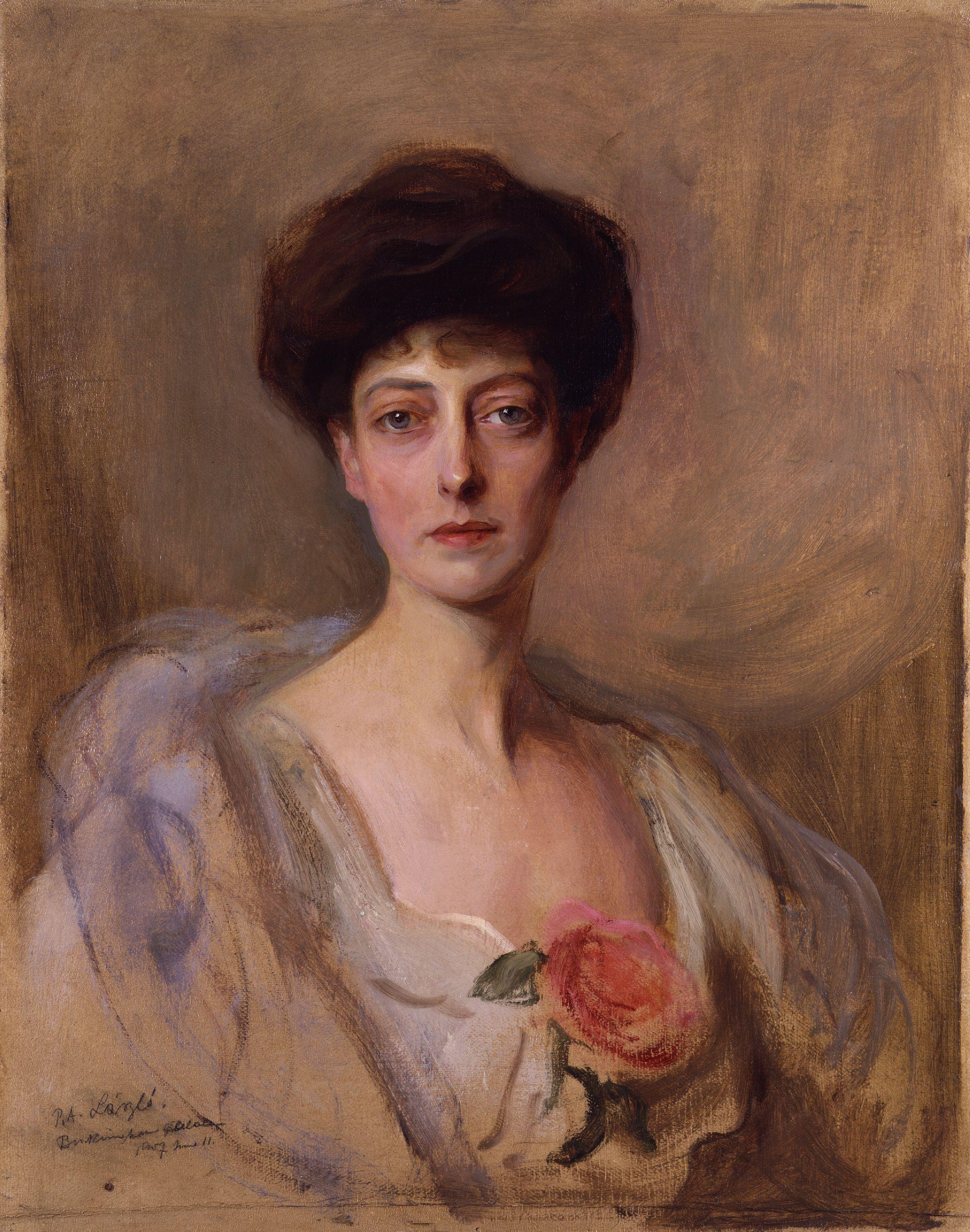
Retrato de Vitória por Philip de László, 1907.

Vitória era muito próxima do seu irmão Jorge, com quem compartilhava o mesmo senso de humor e com quem tinha ligações telefônicas diariamente. Quando Vitória faleceu, em 1935, Jorge disse sobre ela: Como sentirei falta de suas ligações telefônicas diárias. Ninguém teve uma irmã como eu tive. Todavia, não era próxima da esposa do irmão, Maria de Teck, que foi descrita por Vitória como terrivelmente entediante.  Suas personalidades e preferências opostas fizeram com que as cunhadas sempre mantivessem uma relação fria e distante. Vitória foi dama de honra no casamento do irmão com Maria, bem como no casamento da sua tia-paterna Beatriz com o príncipe Henrique de Battenberg.
Ao longo de sua vida Vitória recebeu inúmeras propostas de casamento, entre elas a do seu primo o Príncipe-Herdeiro da Dinamarca, do rei Carlos I de Portugal e do Conde de Rosebery, futuro Primeiro-Ministro do Reino Unido. Seus primos da Rússia e Grécia também a cortejaram. O futuro imperador Nicolau II da Rússia esteve apaixonado pela prima e descreveu Vitória como séria, meticulosa e de mente não feminina. Ademais, Nicolau relatou ao seu primo o grão-duque Alexandre Mikhailovich da Rússia: "Ela é realmente uma maravilhosa criatura e quanto mais profundamente você conhece sua alma mais você exagera suas virtudes e qualidades. Eu devo confessar que é muito difícil desvendar isso pela primeira vez; conhecer sua visão sobre coisas e pessoas, mas tal dificuldade contém um charme especial que eu não sou capaz de explicar". Posteriormente, o irmão mais novo de Nicolau, o grão-duque Miguel Alexandrovich da Rússia, também cortejaria a prima britânica. Todavia, Vitória nunca se casou. Acredita-se que a sua mãe nunca tenha encorajado-a ou preparado-a para o casamento.

## Últimos anos
Durante os últimos momentos de seu pai o rei Eduardo VII, Vitória foi uma das primeiras pessoas a abertamente declarar sua eminente morte e demandar que os boletins noticiários informassem a verdade sobre o estado de saúde do monarca moribundo. Após a morte do pai, em 1910, Vitória permaneceu na sombra da sua mãe a rainha-viúva Alexandra, que constantemente sofria de ataques depressivos devido a perda da audição. Vitória acompanhava a mãe durante suas visitas em feriados as instituições das quais era patrona. Após 1917, seguindo o resto da família real britânica, devido a hostilidade contra os alemães durante a Primeira Guerra Mundial, Vitória adotou o sobrenome anglicizado Windsor, rechaçando o predecessor alemão Saxe-Coburgo-Gota.
Em seus últimos anos, após a morte de mãe rainha Alexandra, Vitória mudou-se para Coppins, em Buckinghamshire. Vitória faleceu em sua residência em dezembro de 1935. Seu funeral ocorreu na Capela de São Jorge, no Castelo de Windsor, e seu corpo foi enterrado em Casa Frogmore, em Windsor; isso afetou muito o Rei, seu irmão, Jorge V.

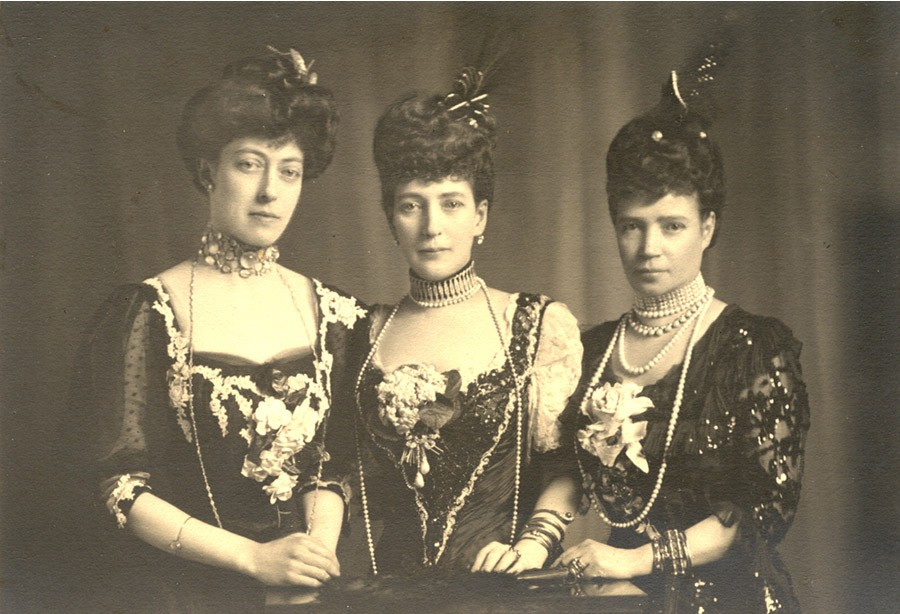
Vitória (1.ª esq.) com a mãe Alexandra (centro) e a tia, a imperatriz Maria da Rússia
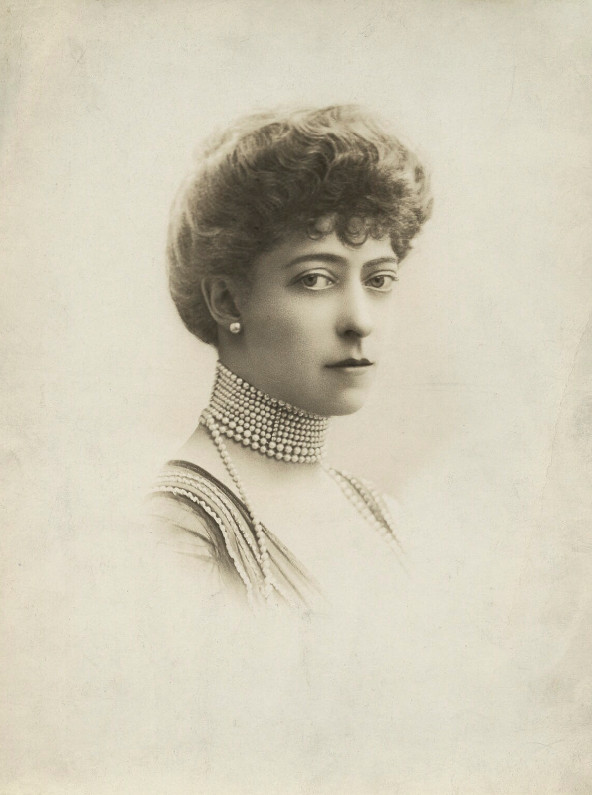
Vitória em 1917
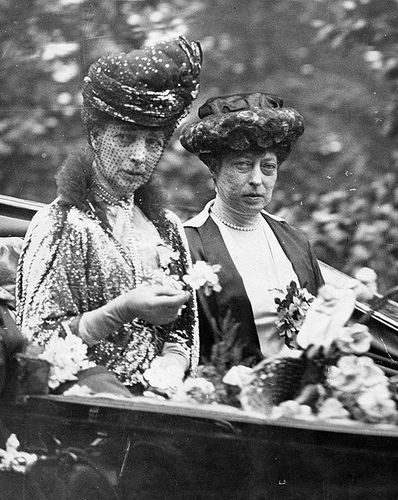
Vitória com a mãe em 1920